# Tony Richards
Anthony Richard Orlando (Estados Unidos; 19 de junio de 1957), más conocido como Tony Richards, es un baterista estadounidense de Hard rock y Heavy metal. Fue el primer baterista de la banda californiana W.A.S.P., desde 1982 hasta 1984.

## Carrera
Inicialmente tocó para varias agrupaciones en Phoenix, Arizona y en Los Ángeles. Empezó a hacerse un nombre en 1980 como uno de los mejores percusionistas de la escena en una banda llamada DANTE FOX, que más tarde pasaría a ser la famosa agrupación de Glam metal Great White. 
En 1982 Tony abandonó Dante Fox luego de ser llamado por Blackie Lawless para formar W.A.S.P., banda que dejaría para tocar un muy breve periodo de tiempo con Ozzy Osbourne. 

## Actualidad
Tony se encuentra tocando con una agrupación llamada Verde River Band, con Carl Della Vella como bajista y Lee Oliver como guitarrista líder.